# Norbert Van Caeneghem

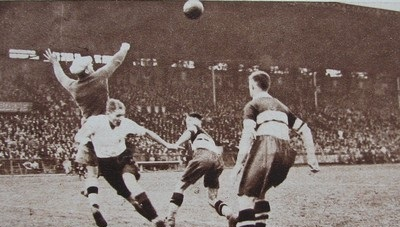
Van Caeneghem (weißes Trikot) beim Pokalfinale 1933

Norbert Van Caeneghem (* 25. Januar 1912 in Roubaix; † unbekannt) war ein französischer Fußballspieler.

## Karriere
Der Fußballer auf der Position des Stürmers stand 1932 im Kader des Excelsior AC Roubaix, welcher im selben Jahr zu den Mitbegründern der landesweiten Profiliga Division 1 zählte. Mit 20 Jahren stellte er einen der jungen Akteure in der Mannschaft dar und war zu einer Zeit, in der Ein- und Auswechslungen noch nicht möglich waren, nicht fest als Stammspieler gesetzt, auch wenn er regelmäßig auf dem Platz stand. Gemeinsam mit seinen Teamkameraden schaffte er den Einzug ins nationale Pokalfinale 1933, bei dem die Elf auf den Stadtrivalen Racing Roubaix traf. Van Caeneghem stand im Endspiel auf dem Platz, erzielte in der 26. Minute einen Treffer zum 3:0-Zwischenstand und gewann dank eines 3:1-Erfolgs seinen ersten und zugleich einzigen nationalen Titel. Obwohl er dem in der Spielzeit 1933/34 in 18 Begegnungen 13 Tore folgen ließ, erhielt er bei den Nordfranzosen weiterhin keinen dauerhaften Stammplatz und wechselte 1935 zum Ligarivalen CS Metz. Bei Metz nahm er eine ähnliche Rolle ein und war mit zehn Saisontoren im Anschluss an seinen Wechsel weiterhin ein erfolgreicher Torschütze.
1936 kehrte er in den äußersten Norden Frankreichs zurück, als er zum ebenfalls in der ersten Liga antretenden SC Fives ging. Bei Fives gelang ihm der Durchbruch und er stellte für den Klub, der sich meist im unteren Tabellenmittelfeld aufhielt, einen wichtigen Torgaranten dar. Nach jeweils zwölf Toren in seinen beiden ersten Jahren erzielte er im Verlauf der Saison 1938/39 seinen persönlichen Bestwert von 21 erreichten Treffern. Damit nahm er Rang drei unter den besten Ligatorjägern ein. Im selben Jahr kam der reguläre Spielbetrieb durch den Beginn des Zweiten Weltkriegs zum Erliegen, doch Van Caeneghem konnte trotz des Krieges seine Laufbahn fortsetzen und nahm mit Fives an der inoffiziell weitergeführten Meisterschaft teil. Mit der Mannschaft zog er zudem ins nationale Pokalfinale 1941 ein, verpasste aber aufgrund einer 0:2-Niederlage gegen Girondins Bordeaux einen möglichen zweiten Gewinn der Trophäe. 1942 beendete der damals 30-Jährige nach 142 Erstligapartien mit 77 Toren sowie weiteren inoffiziellen Partien zwischen 1939 und 1942 seine Laufbahn. Beim 1944 in den OSC Lille aufgegangenen SC Fives blieb er als bester Erstligatorschütze der Vereinsgeschichte in Erinnerung.